# 奧西科韋 (多布羅韋利奇基夫卡區)
48°33′35″N 31°5′37″E / 48.55972°N 31.09361°E
奧西科韋（烏克蘭語：Осикове），是烏克蘭中部的村莊，隸屬基洛夫格勒州的新烏克蘭卡區。該村面積0.43平方公里，2001年人口8，人口密度每平方公里18.5人。